# Grimmenser Tief
Das Grimmenser Tief ist ein Tief im nördlichen Bereich der Gemeinde Wangerland im Landkreis Friesland im Norden von Niedersachsen.
Der etwa 5 km lange Wasserlauf im Jeverland, durch den Binnenwasser in die Nordsee abfließt, entsteht bei Friederikensiel als Abzweigung vom Friederikentief.
Er fließt dann in östlicher Richtung, nördlich vorbei an Grimmens. Zusammen mit dem Bassenser Tief bildet er beim Minser Hammrich das Horumer Tief.
In früheren Zeiten diente das Tief vor allem zur Entwässerung und als Verkehrsweg, heute auch den Freizeitsportarten Paddeln und Angeln.